# Mimosa arenosa
É uma espécie de arbusto da família da Fabaceae. Também conhecida por: Calumbi, Jurema-branca e Amorosa. Ainda existem duas Subespécies: Mimosa arenosa (Willd.) Poir. var. arenosa e Mimosa arenosa Var. lysalgica Barneby (endêmica de Minas Gerais).

## Descrição
É um arbusto de porte médio ( pode chegar de 3 até 5 metros), tronco acinzentado com diâmetro de 15 centímetros, ramos com espinhos esparsos. A inflorescência é reunida em forma de espiga, com flores pequenas e brancas, com um suave perfume adocicado.

## Distribuição
É nativa da América do sul, encontrada no Brasil, Colômbia e Venezuela.
No Brasil pode ser encontrada nos biomas: Caatinga, Cerrado e Mata Atlântica. Está Distribuida nos Estados da Bahia, Ceará, Minas Gerais, Paraíba, Pernambuco, Piauí, Rio de Janeiro, Rio Grande do Norte e Sergipe.
Ocorrendo nos seguintes tipos de vegetação: Caatinga (stricto sensu), Campo Rupestre, Cerrado (lato sensu), Floresta Estacional Semidecidual, Floresta Ombrófila (= Floresta Pluvial).